# Republiek Comrat
De Republiek Comrat (Gagaoezisch: Komrat respublikasi, Roemeens: Republica de la Comrat, Russisch: Комратская республика) was in 1906 een kortlevende staat rond Comrat in Gagaoezië, tegenwoordig een autonome regio binnen Moldavië. De republiek kwam tot stand als gevolg van een boerenopstand onder de Turkssprekende minderheden van Bessarabië. Na vijf dagen van onafhankelijkheid werd de republiek weer in het Russische Rijk opgenomen. De republiek was de eerste in een reeks van Turkse republieken die zich aan de Russische heerschappij probeerden te onttrekken. Het verschil met deze republieken is echter dat de Turkstalige bevolking rond Comrat sinds de 19e eeuw voornamelijk uit christenen bestond.